# Ignace Élie III d'Antioche
Ignace Élie III (arabe : إغناطيوس الياس الثالث المارديني ; syriaque : ܩܕܝܫܘܬܗ ܕܡܪܢ ܦܛܪܝܪܟܐ ܡܪܝ ܐܝܓܢܐܛܝܘܣ ܐܠܝܐܣ ܬܠܝܬܝܐ), de son nom de naissance Nasri Elias Chaker (arabe : نصري إلياس شاكر), né en 1867 à Mardin et mort en 1932 en Inde, il fut patriarche syriaque orthodoxe d'Antioche et de tout l'Orient du 25 février 1917 au 13 février 1932.

## Biographie
Né dans la ville Mardin, fils de Chorepiscopus Abraham et Mary, et avait quatre frères et trois sœurs. À la mort de sa mère, sa sœur aînée s’occupait de lui et, adolescent, il travaillait comme orfèvre. Il a également travaillé pour le gouvernement ottoman pendant trois mois. En 1887, il rejoignit le monastère de Mor Hananyo et y fut ordonné diacre. L'année suivante, il  devint noviciat avant de devenir moine en 1889, date à laquelle il prit le nom d'Élie.
En 1892, il fut ordonné prêtre et lors des massacres de Diyarbakır (en) en 1895, il réfugia avec environ 7 000 réfugiés Arméniens dans le monastère de Mor Quryaqos. Après cela, il est nommé chef de ce monastère et du monastère Mor Hananyo. En 1908, il fut consacré évêque d'Arbil par le patriarche Ignace Abdallah II d'Antioche.
En 1912, il fut transféré à Mossoul où il servit jusqu'à son élévation au patriarcat en 1917. Après la mort du patriarche  en 1915, il fut élu patriarche et  primat de l'Église syriaque orthodoxe et prit le trône en 1917. Le décret fut rendu par le sultan ottoman Mehmed VI qui a été confirmé lors de la visite d'Elias à Constantinople en 1919, au cours de laquelle il a été décoré par le Sultan.
Elias a beaucoup voyagé en 1919 pour rendre visite aux communautés syriaques orthodoxes survivantes au Moyen-Orient à la suite du génocide assyrien. À la suite de la fin de la guerre d'indépendance turque en 1922, il fut contraint de fuir la résidence patriarcale traditionnelle du monastère de Mor Hananyo à Jérusalem où il résida pendant trois mois. Au cours de cette période, il établit une presse à imprimer pour l'église et, en 1925, il se rendit également à Alep et à Mossoul.
Bien qu'ayant échoué à établir l'unité avec l'Église syro-malankare orthodoxe, il resta en Inde jusqu'en février 1932, date de sa mort au monastère de Manjanikkara (en). 
En 1987, il fut proclamé, par le patriarche Ignace Zakka Ier Iwas, comme saint de l'Église syriaque orthodoxe.

## Décorations
- Première classe de l'Ordre du Médjidié ;
- Première classe de l'Ordre de l'Osmaniye ;
- Première classe de l'Ordre ottoman du Mérite (en).